# Blackburn Cirrus Major

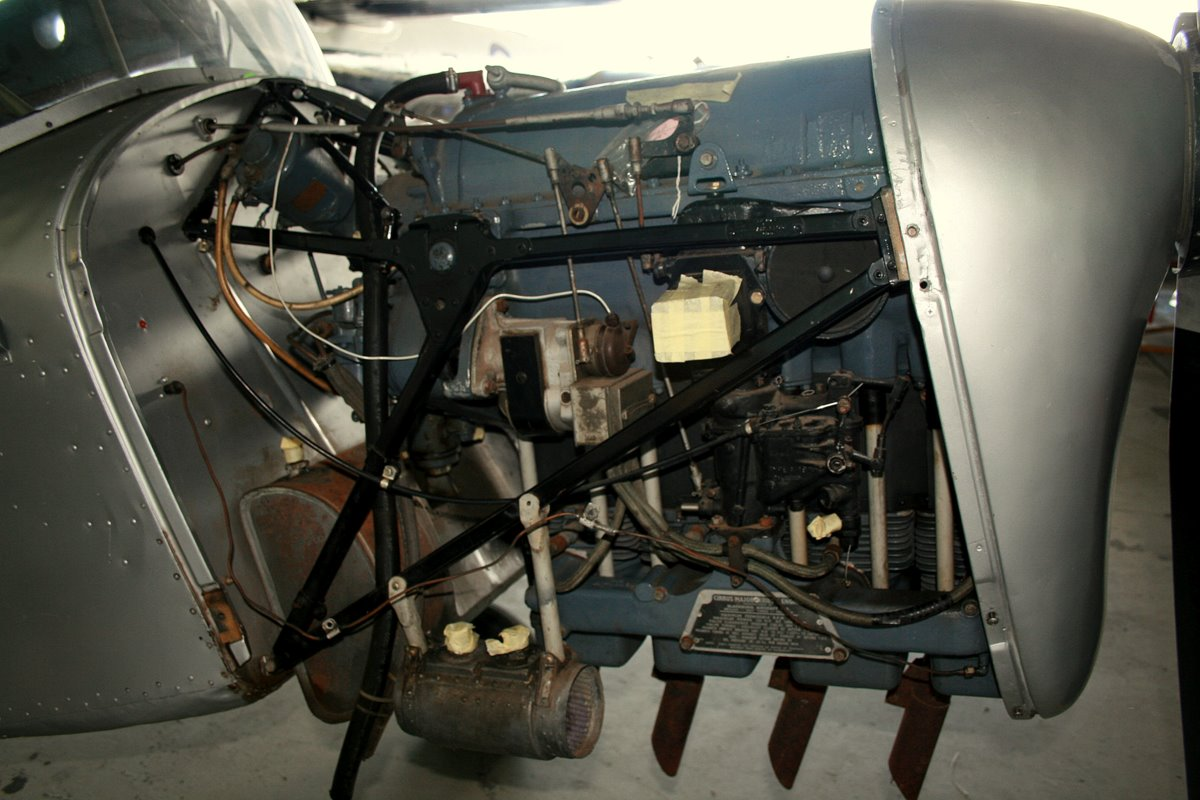
Cirrus Major III in einer Auster J/5G

Der Blackburn Cirrus Major war ein Kolbenflugmotor des britischen Herstellers Blackburn Aircraft für die allgemeine Luftfahrt. Abgeleitet wurde der Motor vom Cirrus Hermes IV, der von der Vorgängerfirma Cirrus Engines Ltd. ab 1929 produziert worden war.

## Geschichte
Im Jahr 1936 wurde der Vierzylinder-OHV-Motor erstmals vorgestellt. Er fand anschließend breite Verwendung. Noch im selben Jahr wurde die Serienfertigung aufgenommen.

## Technik
Wesentliches Konstruktionsmerkmal waren die aus Vollmaterial gedrehten hängenden luftgekühlten Zylinder aus hochlegiertem Stahl. Die Zylinder wurden an ihrem zentrierten Fußflansch mit jeweils vier Bolzen am Kurbelgehäuse befestigt. Pro Zylinder gab es ein Einlass- und ein mit Stellit gepanzertes Auslassventil. Die Zylinderköpfe waren aus Aluminium gefertigt und wurden durch zwölf Bolzen mit den Zylindern verbunden. Die Slipperkolben aus Aluminium hatten zwei Kompressionsringe und einen Ölabstreifring. Die Pleuel bestanden aus geschmiedetem Hiduminium (eine Aluminiumlegierung). Die geschmiedete und allseitig bearbeitete Kurbelwelle bestand aus einer hochfesten Stahllegierung. Sie war in Gleitlagern aus Weißmetall mit Stahlschalen gelagert. Die Schubkräfte der direkt angetriebenen Luftschraube wurden von einem radialen Kugellager im vorderen Teil des Kurbelgehäuses aufgenommen. Dieses war aus einer Aluminium-Legierung gefertigt, dessen oberer Deckel aus Elektron bestand. Die Nockenwelle lief direkt im Gussteil des Kurbelgehäuses und wurde durch ein Stirnradvorgelege angetrieben. Zur Gemischversorgung kam ein Fallstromvergaser von Claudel-Hobson zum Einsatz, der eine automatische Gemischvorwärmung besaß. Die Schmierung erfolgte durch ein Trockensumpfumlaufsystem, wofür eine Kolbenpumpe mit Saug- und Druckstufe sorgte. Für die Zündung wurden zwei Systeme von B.T.H. verwendet. Auf Wunsch konnte die Zündanlage vollständig abgeschirmt geliefert werden. Die Kraftstoffversorgung wurde durch eine Amal-Duplex-Kraftstoffpumpe sichergestellt. Auf dem hinteren Gerätedeckel konnten Elektrostarter, Vakuumpumpe, Generator und eine Filtervorrichtung montiert werden.

## Einsatz
Der Cirrus Major wurde nur in der Blackburn B-2 eingebaut, einem Schuldoppeldecker mit einer ungewöhnlichen nebeneinander liegenden Anordnung der Sitze. Im Jahr 1939 kam die in ihrer Leistung gesteigerte Ausführung Cirrus Major II hinzu, die von den Firmen General Aviation und Miles in mehrere ihrer Flugzeuge eingebaut wurde. Der nochmals leistungsgesteigerte Cirrus Major III wurde 1945 vorgestellt. Von allen Ausführungen zusammen wurden etwa 700 Stück gebaut.

## Technische Daten
|                              | Major I      | Major II     | Major III    |
| ---------------------------- | ------------ | ------------ | ------------ |
| Bohrung (mm)                 | 120          | 120          | 120          |
| Hub (mm)                     | 140          | 140          | 140          |
| Hubraum (l)                  | 6,3          | 6,3          | 6,3          |
| Verdichtungsverhältnis       | 5,1:1        | 5,8:1        | 6,5:1        |
| Länge (mm)                   | 1250         | 1072         | 1080         |
| Breite (mm)                  | 444,5        | 465          | 429          |
| Höhe (mm)                    | 762          | 777          | 754          |
| Gewicht (kg)                 | 136          | 147          | 156          |
| Startleistung (PS bei 1/min) | 135 bei 2300 | 150 bei 2450 | 155 bei 2450 |
| Reiseleistung (PS bei 1/min) | 125/2100     | 138 bei 2200 | 145 bei 2200 |